# Sadhu
Sādhu (en sànscrit: sādhu, साधु ; derivat de sādh, «que acompleix», traduïble aquí per «home bo») és un ascètic religiós, mendicant o qualsevol persona santa de l'hinduisme, el budisme i el jainisme que ha renunciat a la vida mundana. De vegades s'anomena alternativament iogui, sanniasi o vairagi.

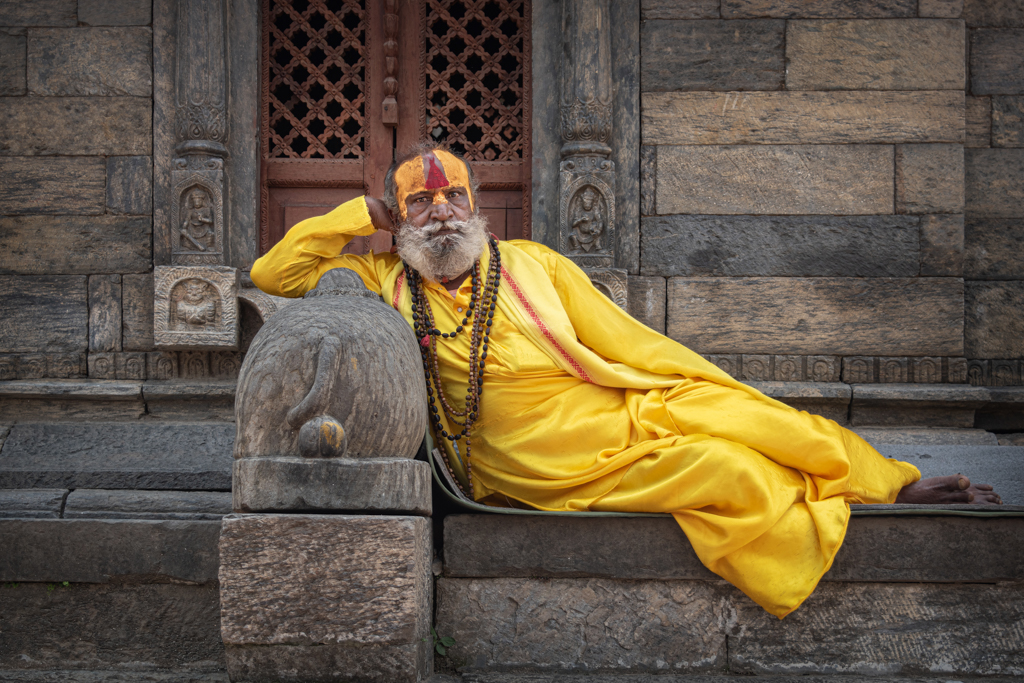
Sādhu al temple de Pashupatinath. Katmandú (Nepal)
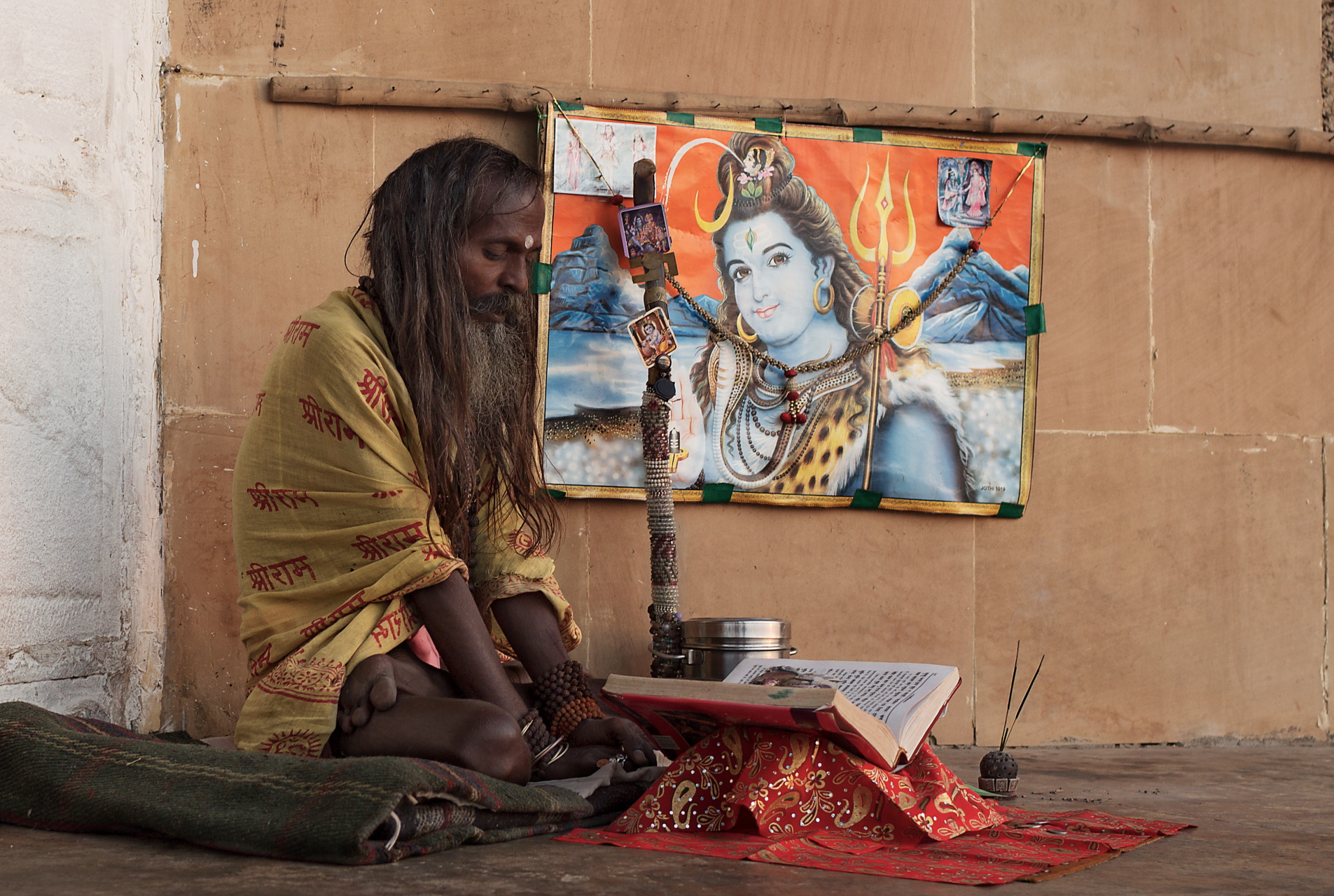
Un sādhu en posició de ioga, llegint un llibre a Benarés (Índia)
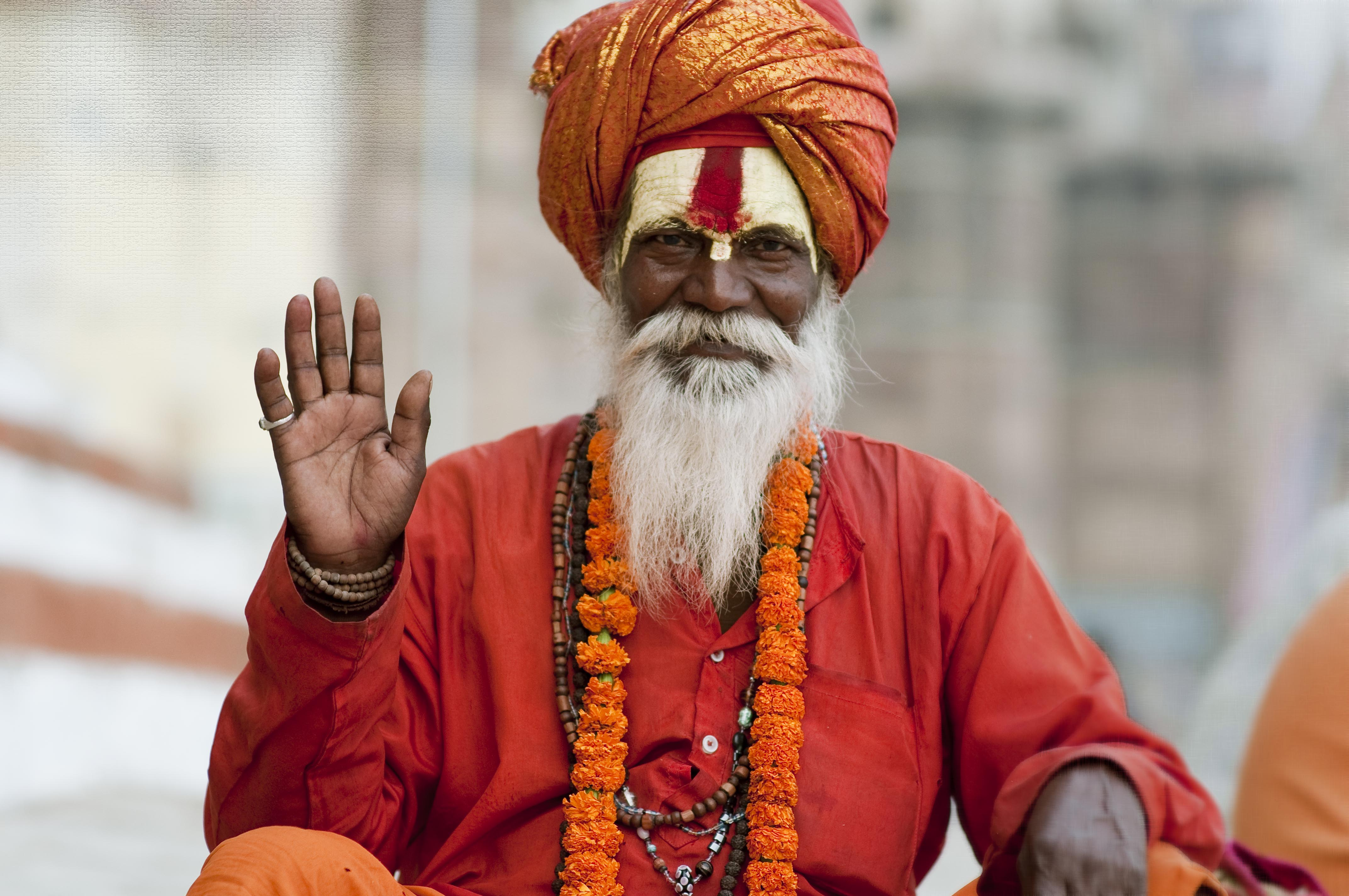
Sādhu a Benarés

Un sādhu és aquell que practica una «sadhana» o que segueix amb intensitat un camí de disciplina espiritual. Encara que la gran majoria dels sādhus són ioguis, no tots els iogis són sādhus. La vida d'un sādhu es dedica únicament a aconseguir mokṣa (मोक्ष) (alliberament del cicle de la mort i el renaixement), la quarta i última āśrama (etapa de la vida), mitjançant la meditació i la contemplació de Braman. Els sādhus sovint porten roba senzilla, com ara roba de color safrà en l'hinduisme i blanca o sense roba en el jainisme, cosa que simbolitza la seva sannyāsa (renúncia a les possessions mundanes). Una sādhu femenina en l'hinduisme i el jainisme s'anomena sovint «sādhvī» o en alguns textos com «aryika».

## Etimologia
El terme «sādhu» (साधु) apareix a Rigveda i Atharvaveda on significa «directe, dret, que porta directament a la meta», segons el professor britànic de sànscrit Monier Monier-Williams. A la capa Brahmanas de la literatura vèdica, el terme connota algú que està «ben disposat, amable, eficaç o eficient, pacífic, segur, bo, virtuós, honorable, just, noble», segons el context. A les epopeies hindús, el terme implica algú que és «savi, vident, home sant, virtuós, cast, honest o correcte».

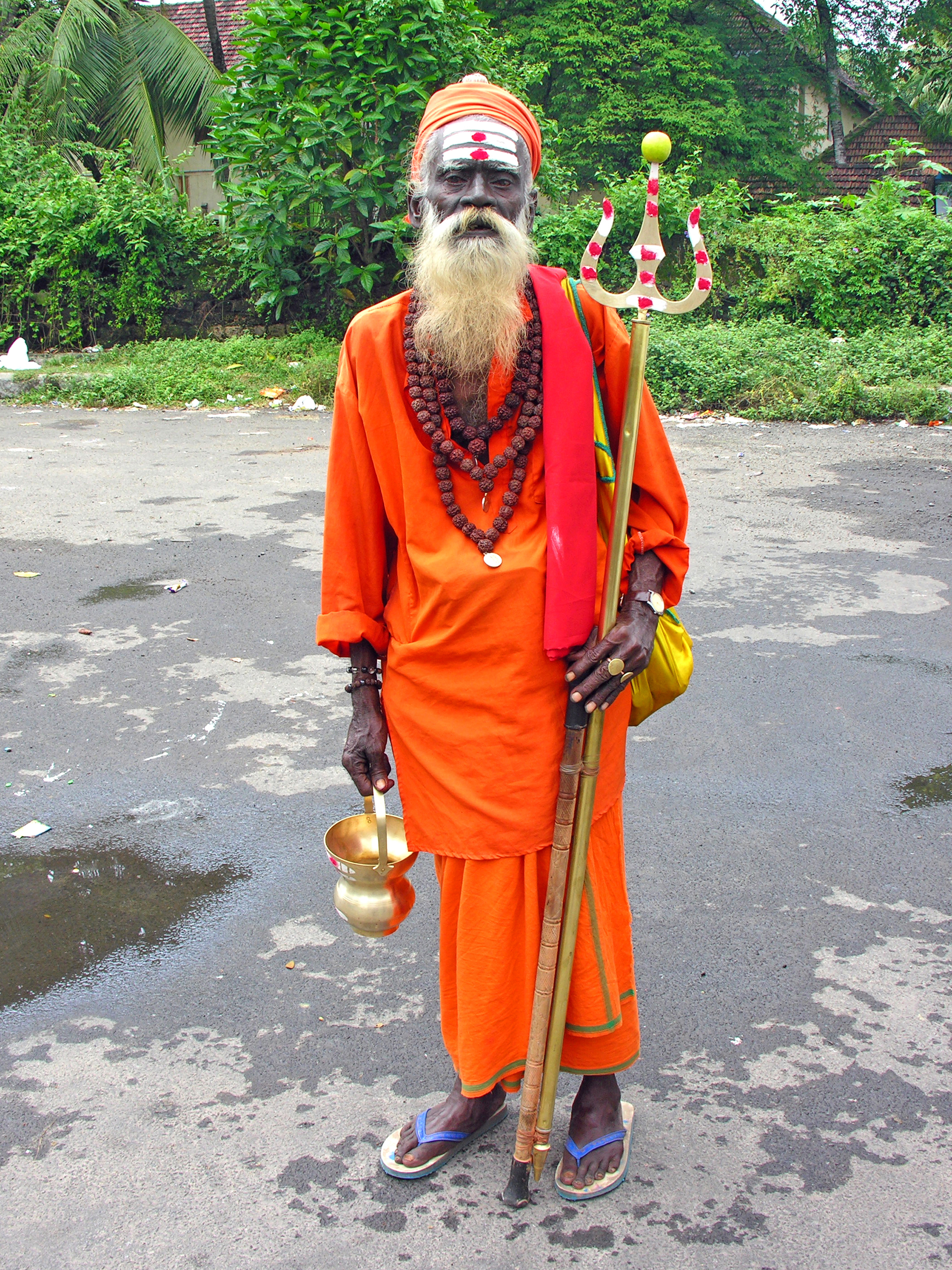
Sādhu a l'Índia
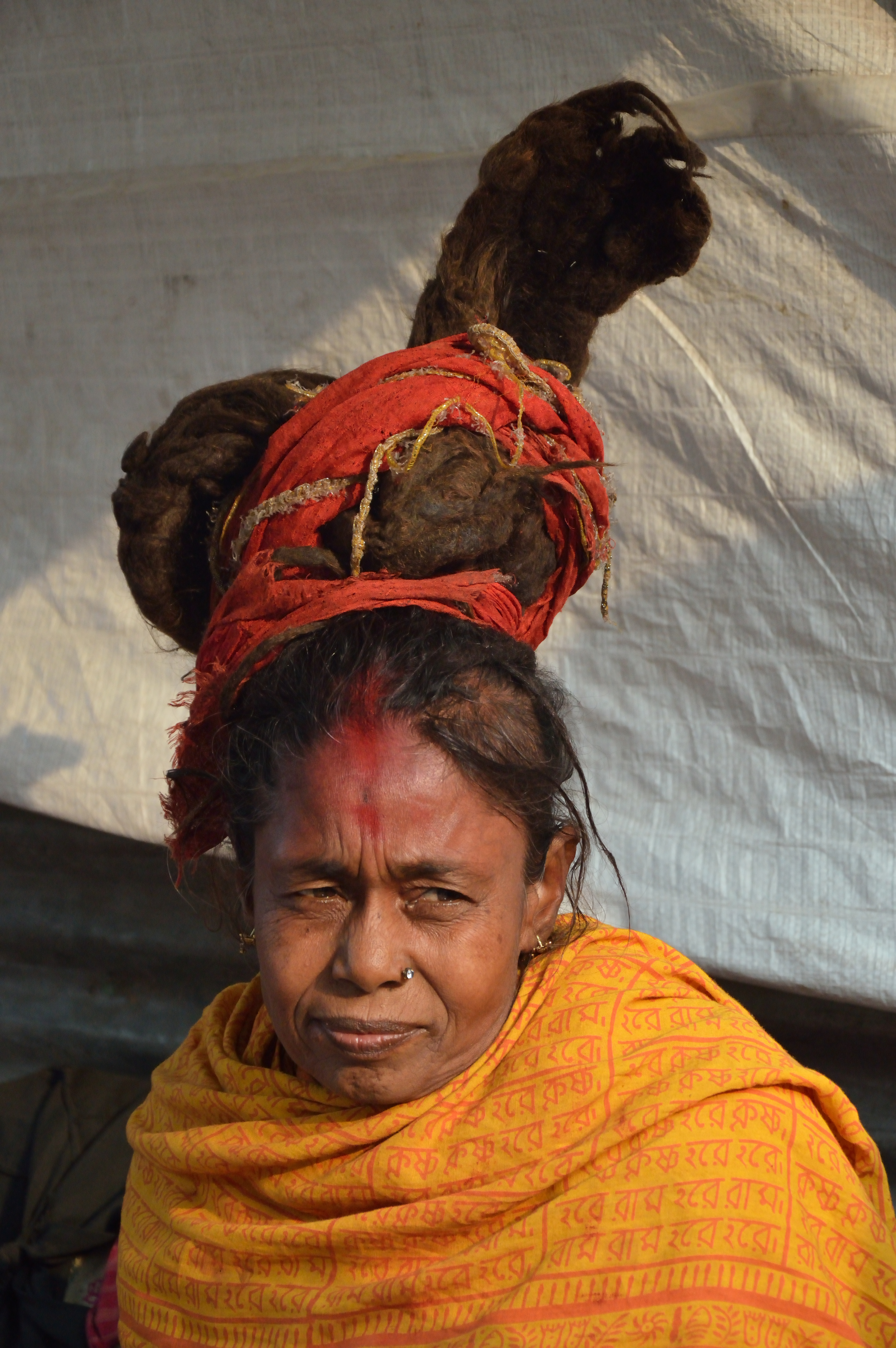
Sādhvī (dona sādhu) a Fira de Gangasagar, Calcuta
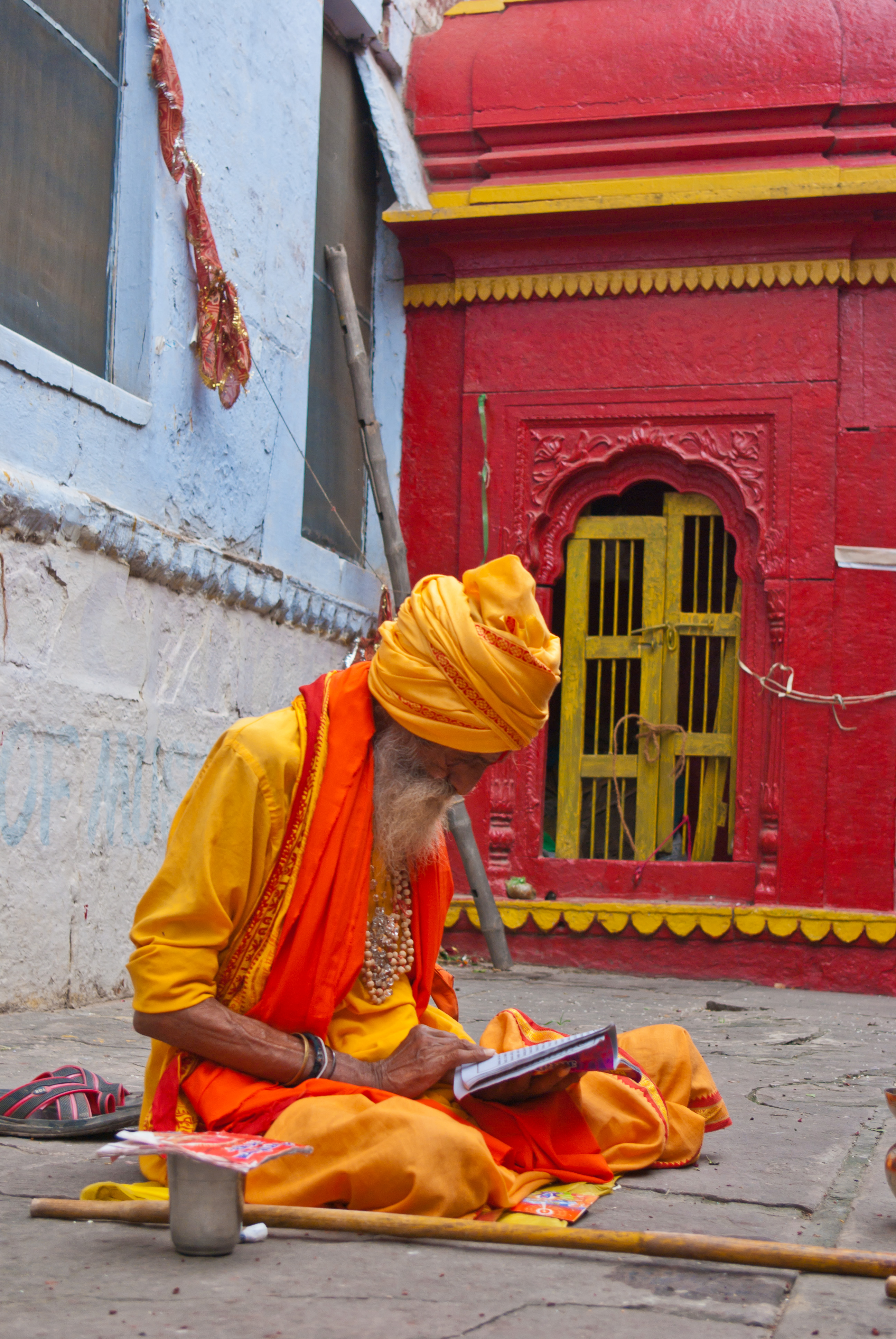
Sādhu a la vora d'un riu

Els termes sànscrits «sādhu» («home bo») i «sādhvī» («dona bona») es refereixen a persones que renuncien a la vida mundana i que han triat viure vides apartades o al marge de la societat per centrar-se en les seves pròpies pràctiques espirituals.
Les paraules provenen de l'arrel «sādh», que vol dir «assolir la meta», «endreçar», o «obtenir el poder». La mateixa arrel s'utilitza en la paraula «sādhanā», que significa «pràctica espiritual». Literalment significa aquell que practica una sādhanā o un camí de disciplina espiritual.

## Demografia i estil de vida
A diferència dels treballadors qualificats i professionals, no hi ha cap certificació per als sādhus. Per tant, és molt difícil determinar el nombre exacte de sādhus. Segons diverses suposicions, avui dia hi ha entre 4 i 5 milions de sādhus a l'Índia. Els sādhus són àmpliament respectats per la seva santedat. També es creu que les pràctiques austeres dels sādhus ajuden a cremar el seu karma i el de la comunitat en general. Per tant, considerats beneficis per a la societat, els sādhus reben el suport de donacions de moltes persones. Tanmateix, la reverència dels sādhus no és de cap manera universal a l'Índia. Per exemple, els sādhus iogui nath han estat vists amb un cert grau de recel, especialment entre les poblacions urbanes de l'Índia, però han estat venerats i són populars a l'Índia rural.

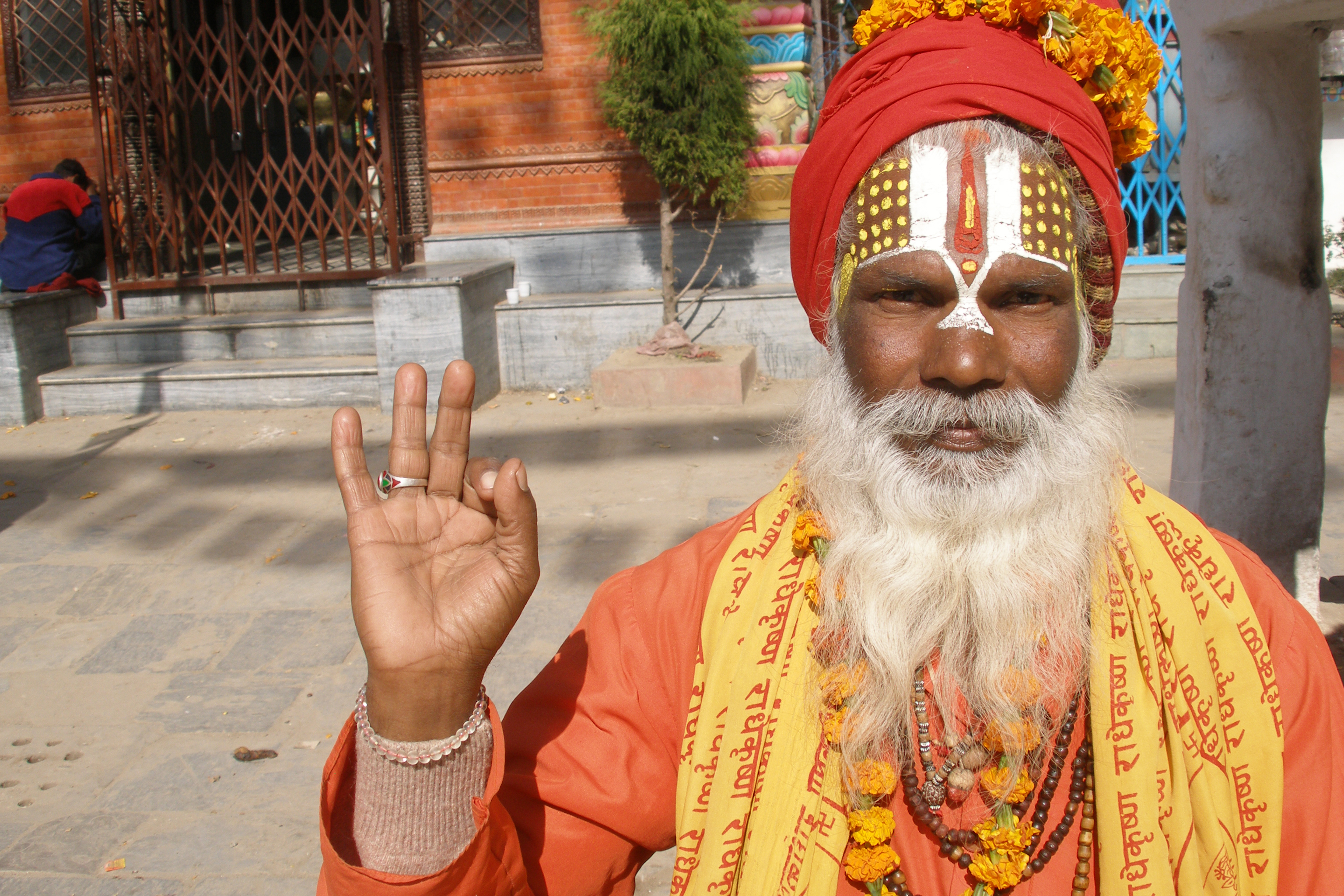
Sādhu a Kaathe Swyambhu, Katmandú
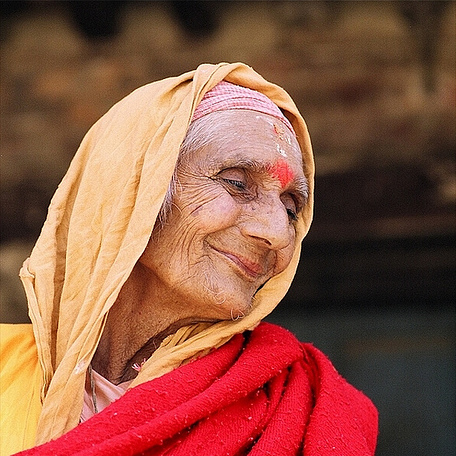
Sādhvī al Nepal
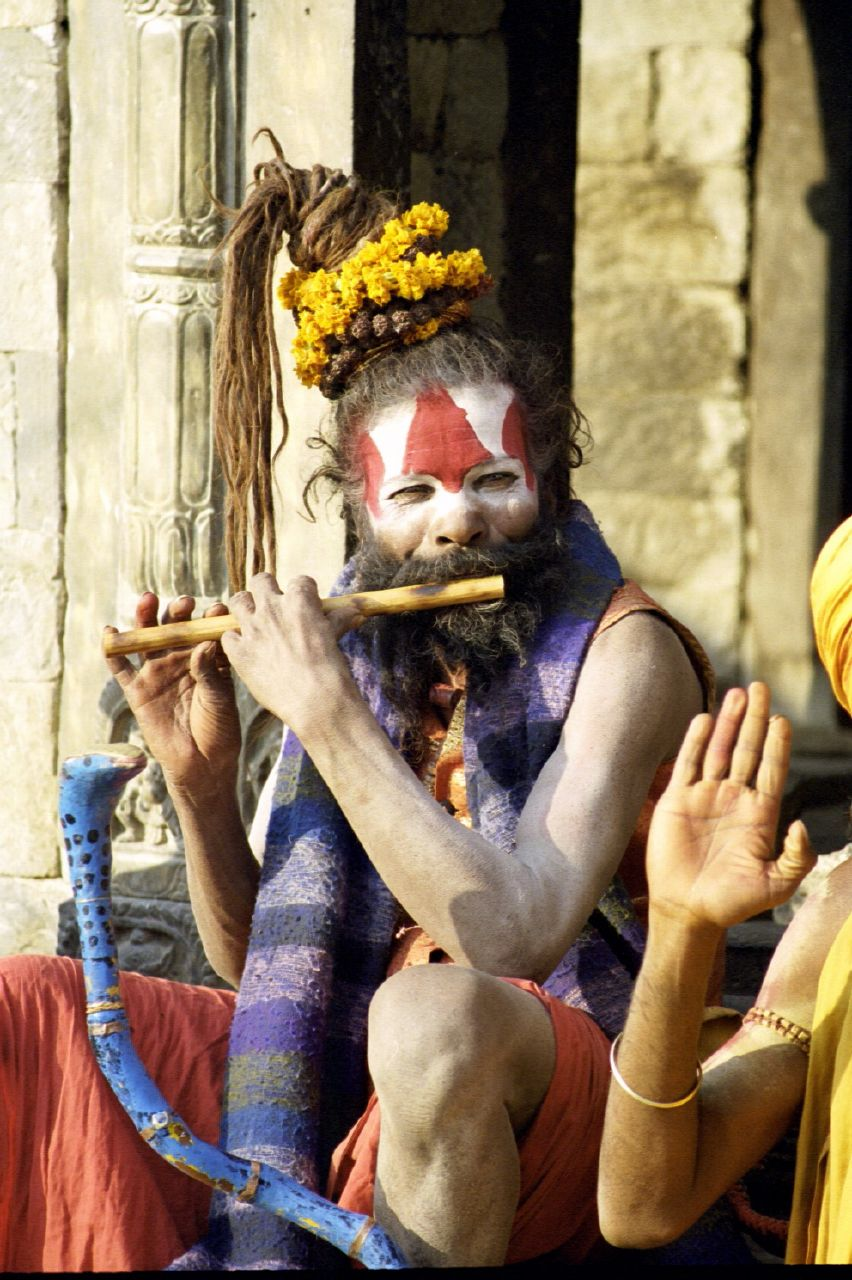
Un sādhu tocant la flauta

Hi ha sādhus nus (digambara, o «vestits de cel») que porten els cabells amb rastes gruixudes anomenades «jata». Els sādhus participen en una gran varietat de pràctiques religioses. Alguns practiquen l'ascetisme i la meditació solitària, mentre que d'altres prefereixen resar en grup, cantar o meditar. Normalment viuen un estil de vida senzill i tenen molt poques possessions o cap. Molts sādhus tenen normes per a la recollida d'almoines i no visiten el mateix lloc dues vegades en dies diferents per evitar molestar els residents. Generalment caminen o viatgen per llocs llunyans, sense llar, visitant temples i centres de pelegrinatge com a part de la seva pràctica espiritual. El celibat és comú, però algunes sectes experimenten amb el sexe tàntric consensuat com a part de la seva pràctica. El sexe és vist per ells com una transcendència d'un acte personal i íntim a quelcom impersonal i ascètic.

## Sectes sādhu

### Hinduisme
Els sādhus xivaïtes són renunciants dedicats a Xiva, i els sādhus vaixnaves són renunciants a Vixnu (o el seu avatar com Rama o Krixna). Els sādhus vaixnaves de vegades s'anomenen «vairagis». Menys nombrosos són els sādhus xacta, que es dediquen a Xacti. Dins d'aquestes divisions generals hi ha nombroses sectes i subsectes, que reflecteixen diferents llinatges i escoles i tradicions filosòfiques sovint denominades «saṃpradāya» (सम्प्रदाय). Cada saṃpradāya té diversos «ordres» anomenats paramparā (परम्परा) basats en el llinatge del fundador de l'ordre. Cada saṃpradāya i paramparā poden tenir diversos akhares (अखाड़ा) monàstics i marcials.

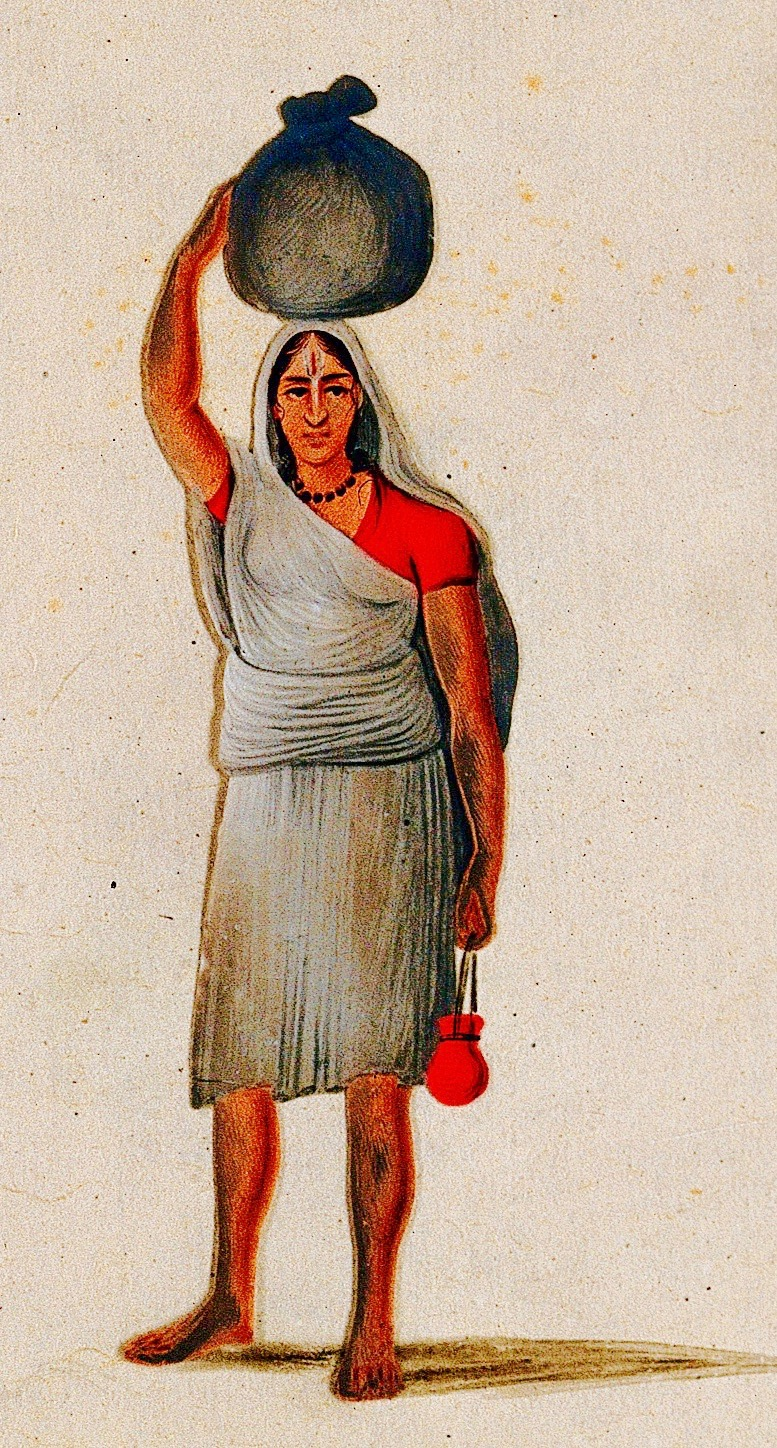
Una sādhvī amb una marca de Vixnu al front
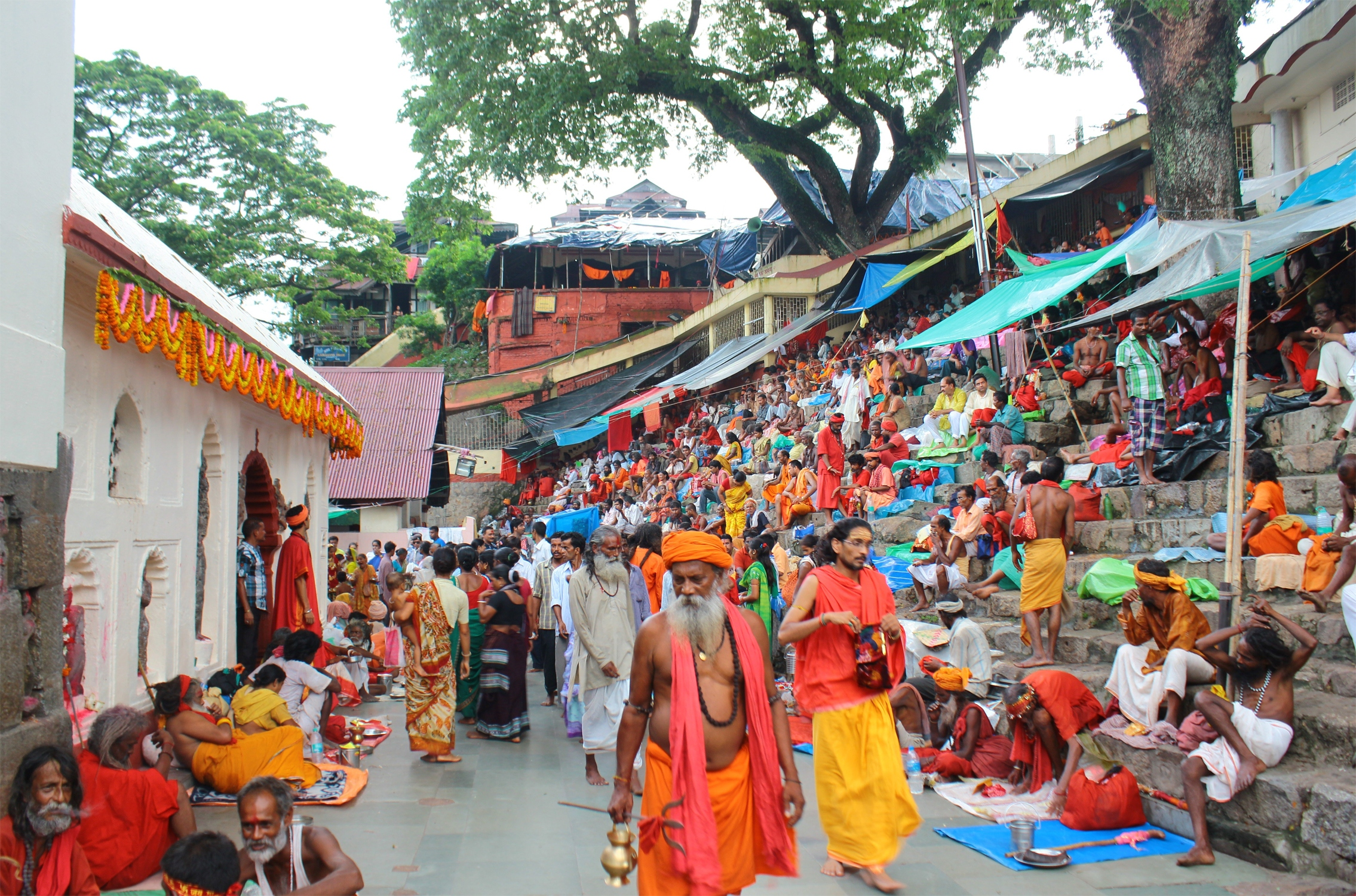
Sādhus reunits al temple Kamakhya d'Assam per a l'Ambubachi Melā
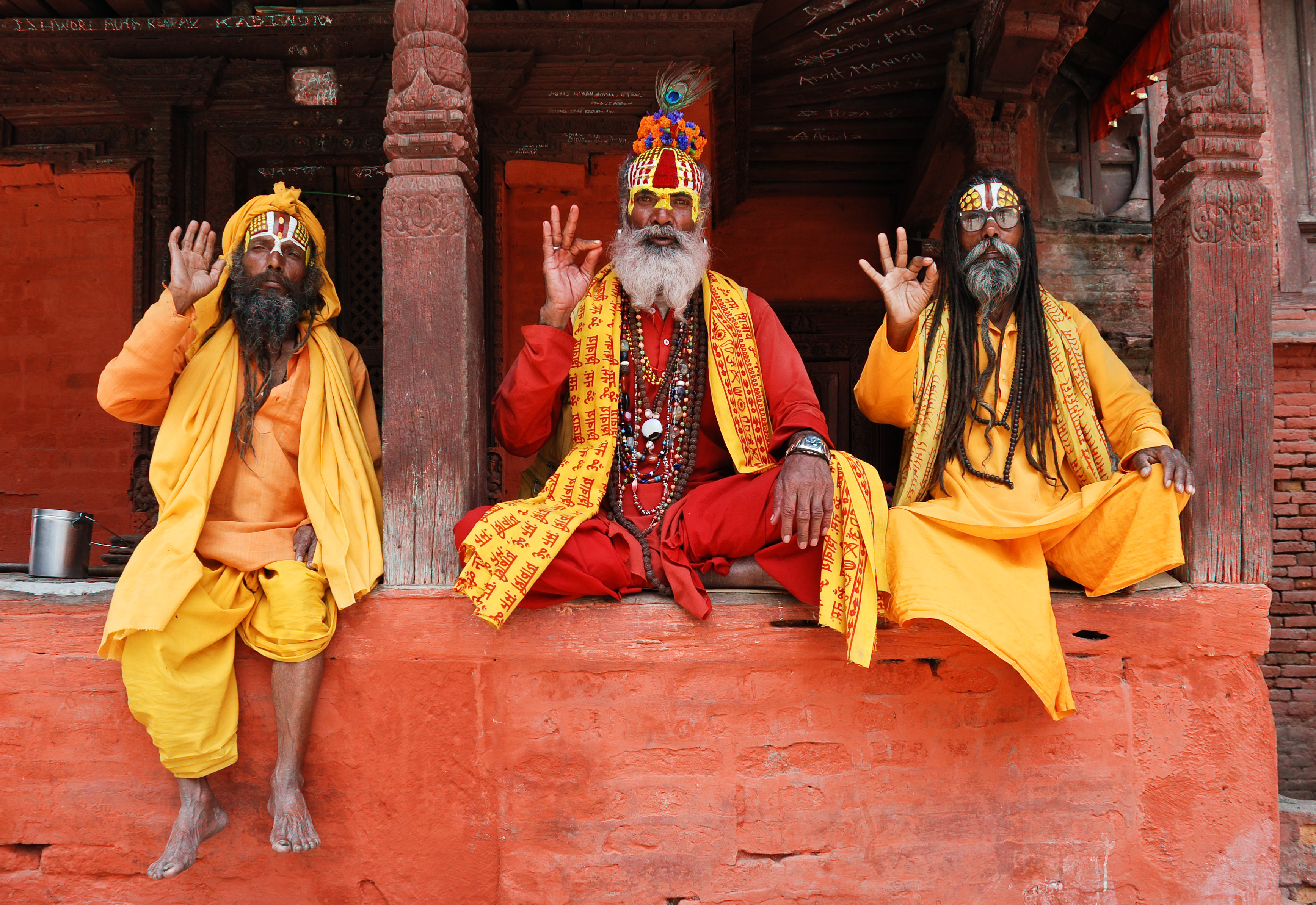
Sādhus a la plaça Durbar de Katmandú

Dins dels sādhus xivaïtes hi ha molts subgrups. La majoria dels sādhus xivaïtes porten una marca tripuṇḍra (त्रिपुण्ड्र) al front, es vesteixen amb roba de color safrà, vermell o taronja, i viuen una vida monàstica. Alguns sādhus com els Aghori (अघोर) comparteixen les pràctiques dels antics Kapalikas (कापालिक), on supliquen amb una calavera, s'untaven el seu cos amb cendres del terreny de la cremació i experimenten amb substàncies o pràctiques que la societat generalment odia.
Entre els sādhus xivaïtes, els daśanāmi saṃpradāya (दशनामी सम्प्रदाय) pertanyen a la tradició Smarta (स्मार्त). Es diu que van ser formats pel filòsof i renunciant Adi Xankara, que es creu que va viure al segle VIII, encara que la història completa de la formació de la secta no està clara. Entre ells hi ha els subgrups «naga», sādhus nus coneguts per portar armes com tridents, espases, bastons i llances. Es diu que una vegada van funcionar com una ordre armada per protegir els hindús dels governants mogols, van participar en diverses campanyes de defensa militar. Generalment en l'àmbit de la no-violència actualment, se sap que algunes seccions practiquen la lluita i les arts marcials. Els seus retirs encara s'anomenen chhaavni o campaments armats (akhara), i de vegades encara se celebren simulacres de duels entre ells.
Les dones shādu («sādhvī») existeixen en moltes sectes. En molts casos, les dones que porten a la vida de renúncia són vídues, i aquests tipus de sādhvīs sovint viuen vides aïllades en grups d'ascètics. Les sādhvīs de vegades són considerades per alguns com a manifestacions o formes de la Deessa, o Devi, i són honrades com a tals. Hi ha hagut una sèrie de sādhvīs carismàtiques que han arribat a la fama com a professores religioses a l'Índia contemporània, per exemple, Anandamayi Ma, Sarada Devi, Mata Amritanandamayi i Karunamayi.

### Jainisme
Tradicionalment es parla de la comunitat jainista en els seus textos amb quatre termes: «sādhu» (monjos), «sādhvī» o «aryika» (monges), «sravaka» (laics caps de casa) i «sravika» (laiques mestresses de casa). Com en l'hinduisme i el budisme, els cap de casa jainistes donen suport a la comunitat monàstica. Els «sādhus» i les «sādhvīs» s'entrellacen amb la societat laica jainista, realitzen «mūrtipūjaka» (adoració de tīrthaṅkaras) i dirigeixen rituals festius, i s'organitzen en una estructura monàstica fortament jeràrquica.

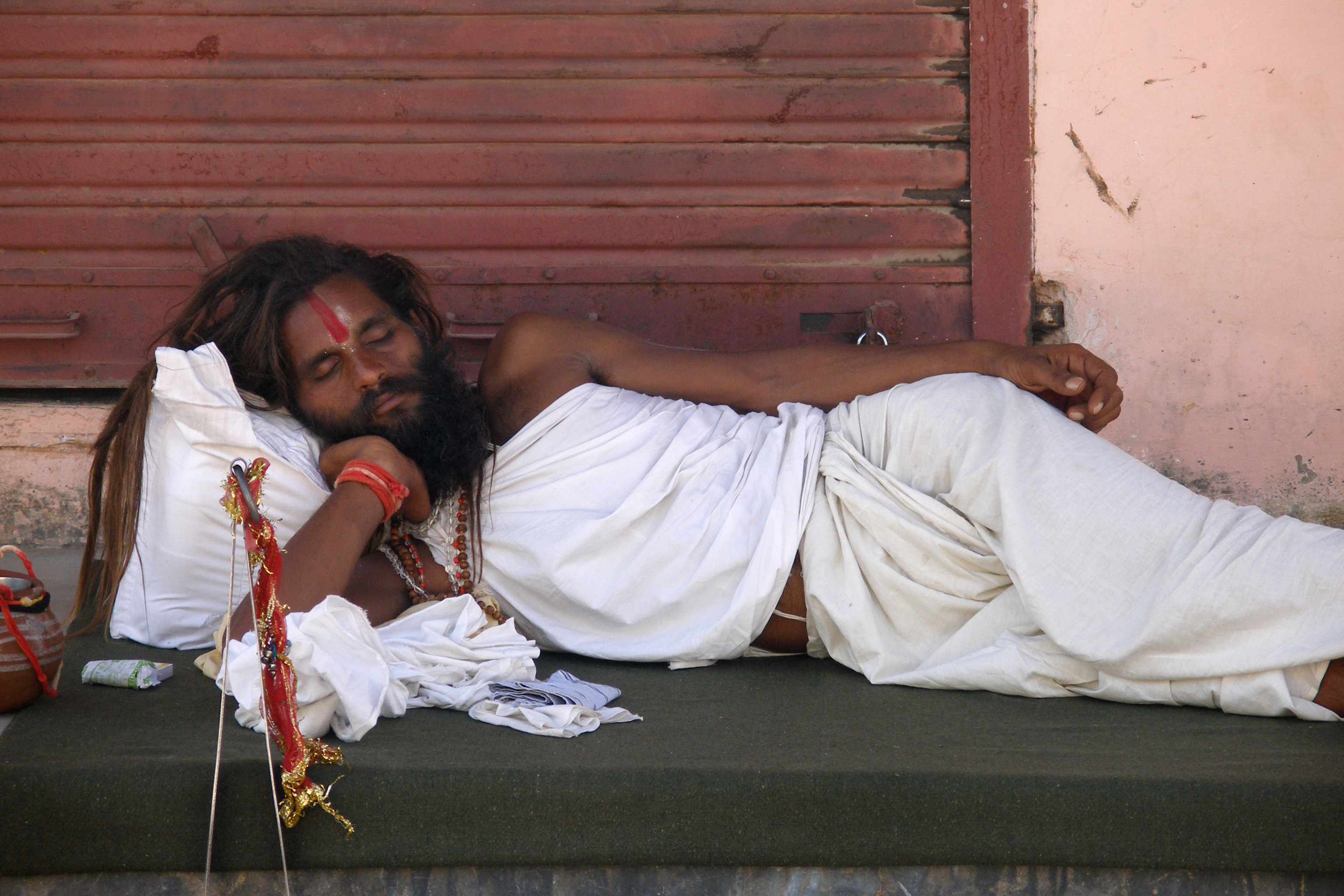
Sādhu a Pushkar, Índia
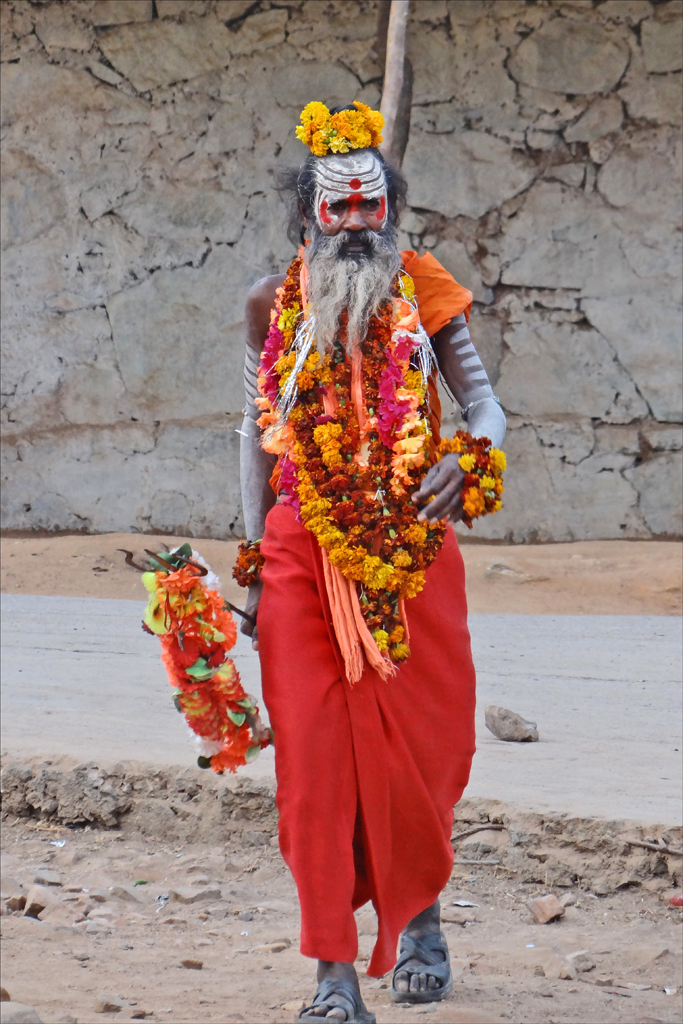
Sādhu a Orchha, Madhya Pradesh
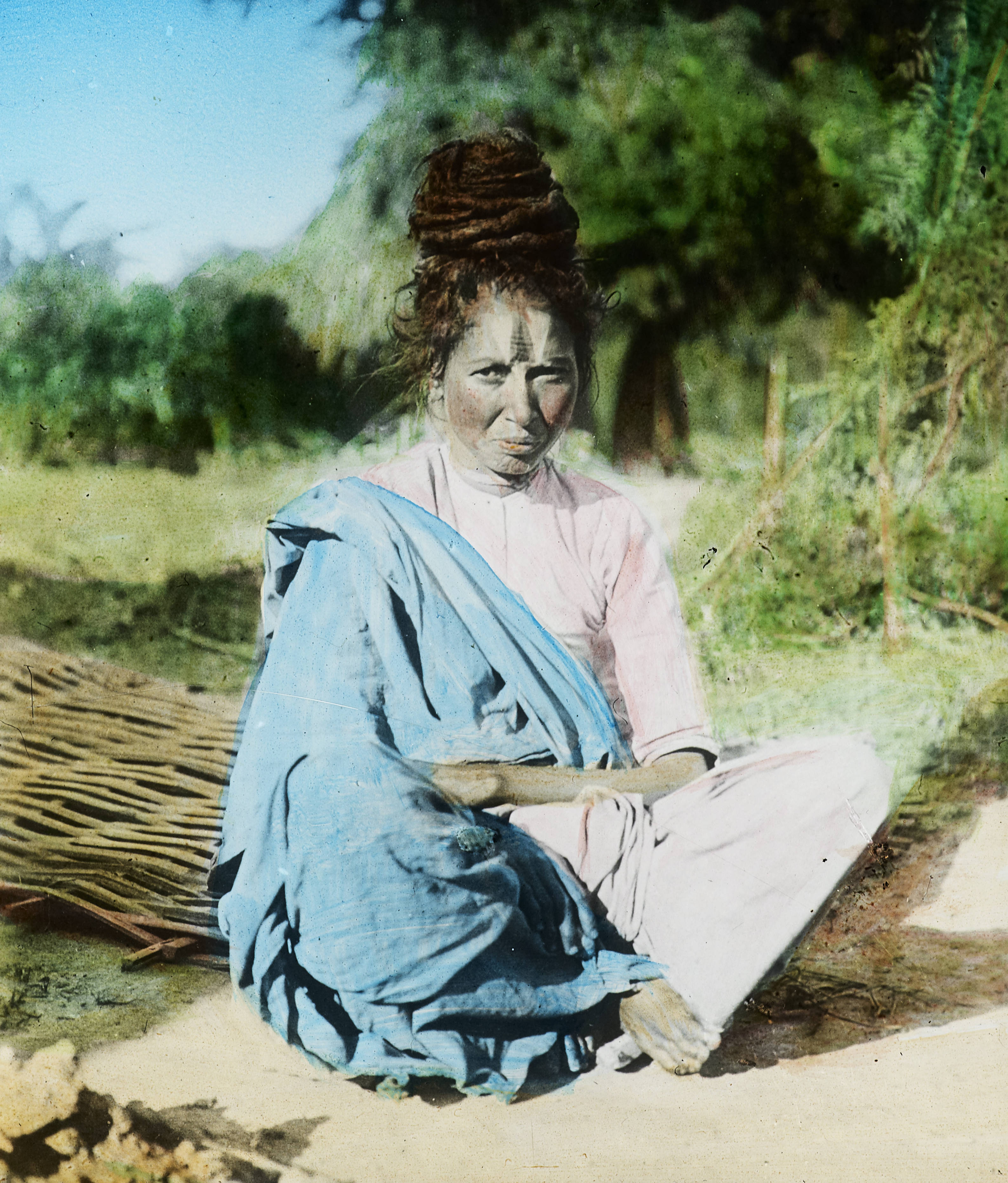
Una sādhvī a Chanpatia (India)

Hi ha diferències entre les tradicions sādhus i sādhvīs Digambara i Śvētāmbara. Els sādhus Digambara no posseeixen cap roba com a part de la seva interpretació dels Cinc vots, i viuen les seves vides ascèticament austeres en nuesa. Les sādhvīs Digambara porten roba blanca. Els sādhus i les sādhvīs Śvētāmbara porten roba blanca. Segons una publicació de 2009 de Harvey J. Sindima, la comunitat monàstica jainista tenia 6.000 sādhvīs de les quals menys de 100 pertanyen a la tradició Digambara i la resta a Śvētāmbara.

## Convertir-se en un sādhu o una sādhvī
Els processos i rituals per convertir-se en sādhu varien segons la secta; en gairebé totes les sectes, un sādhu és iniciat per un guru, que atorga a l'iniciat un nou nom, així com un mantra (o so o frase sagrada), que generalment només és conegut pel sādhu i el seu guru, i que pot ser repetit per l'iniciat com a part de la pràctica meditativa.

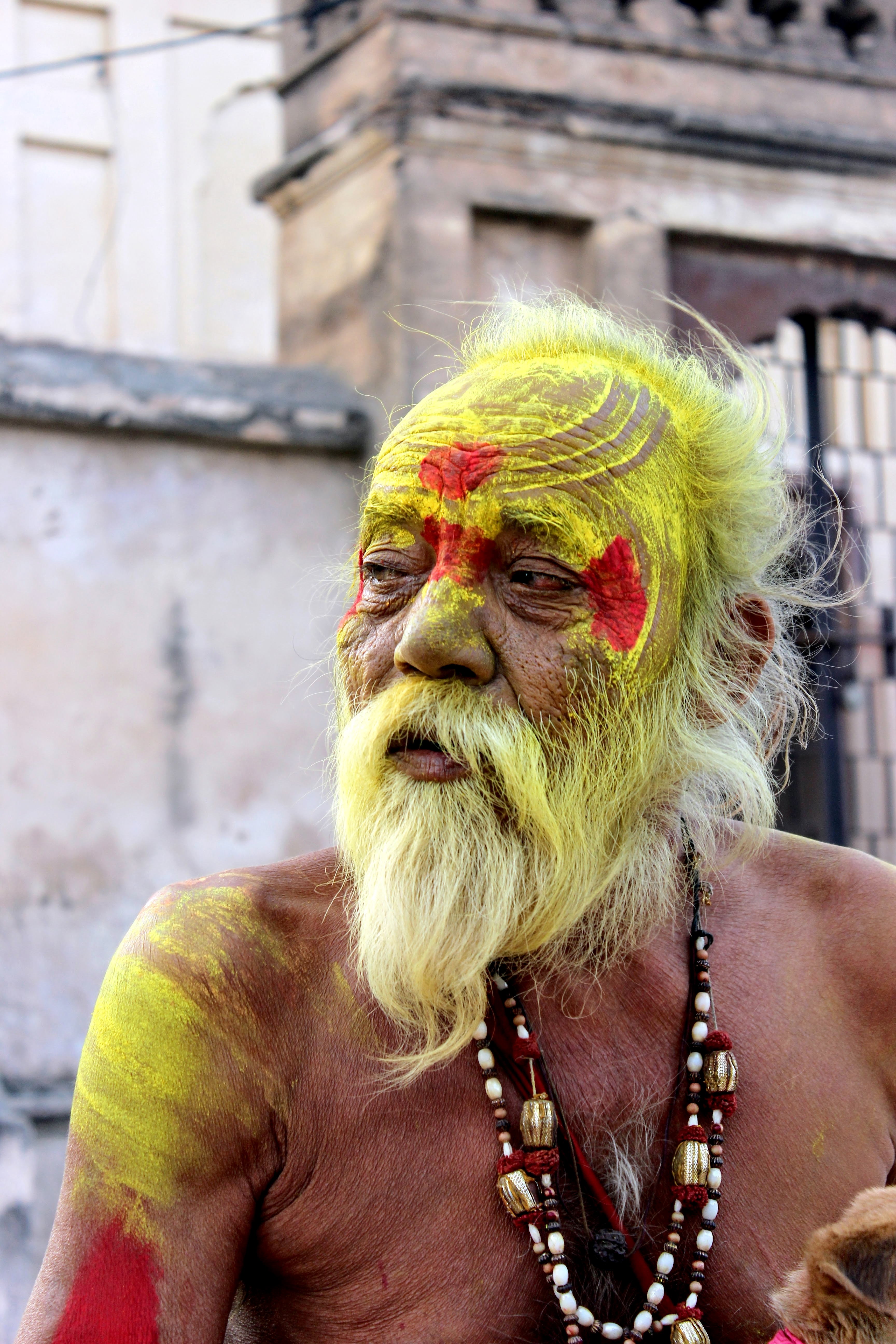
Sādhu en Orchha
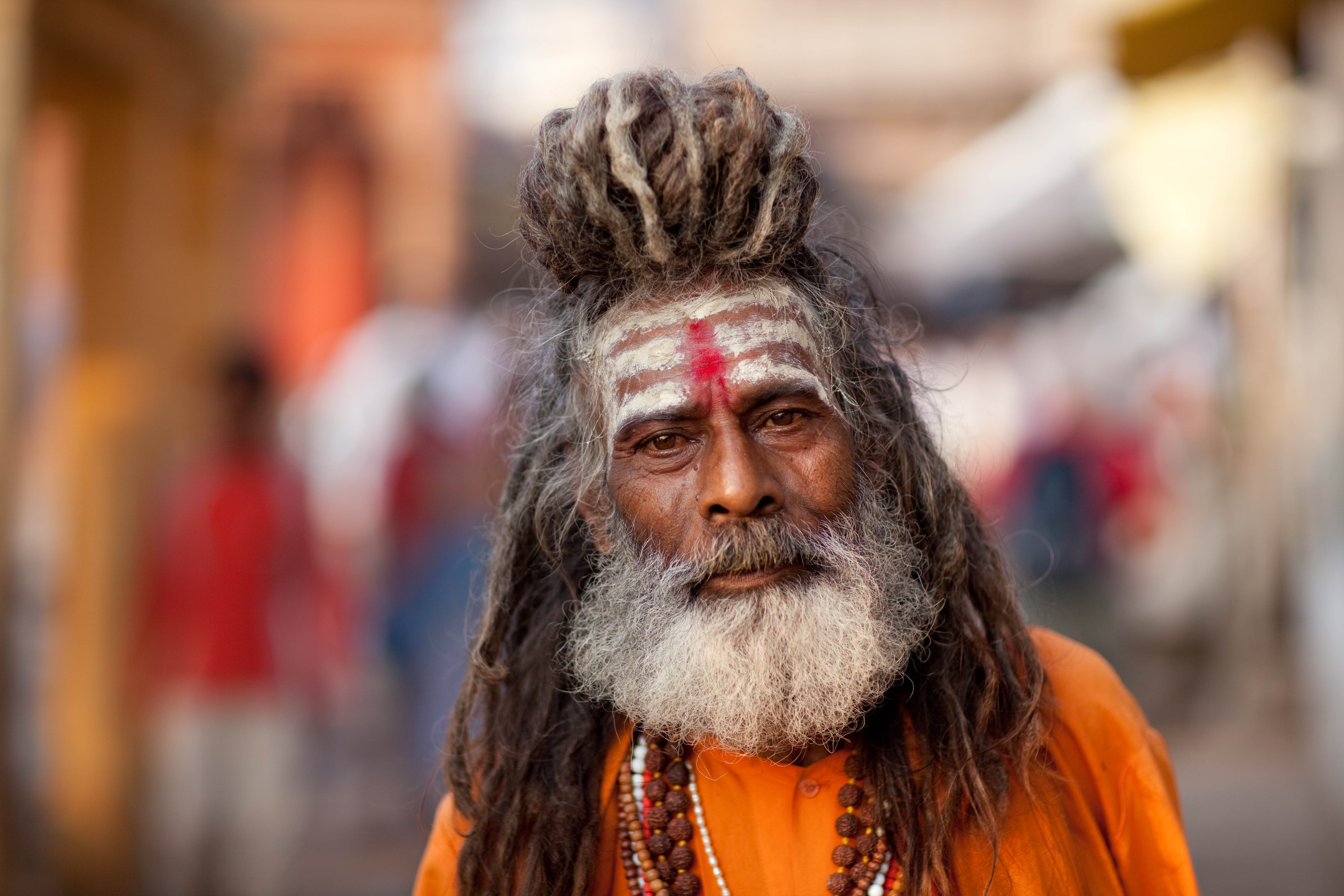
Sādhu en Benarés
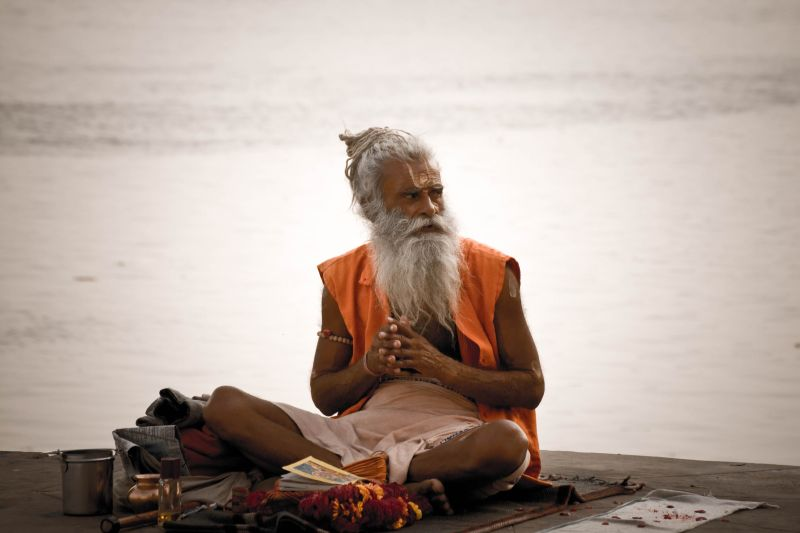
Sādhu al Ganges

Esdevenir un sādhu és un camí seguit per milions de persones. Se suposa que és la quarta fase de la vida d'un hindú, després dels estudis, ser pare i pelegrí, però per a la majoria no és una opció pràctica. Perquè una persona es converteixi en sādhu necessita tenir vairāgya (वैराग्य). Vairāgya significa desig d'aconseguir alguna cosa deixant el món (tallar els vincles familiars, socials i terrenals, i despreniment o renúncia de les coses materials).
Una persona que vol convertir-se en sādhu primer ha de buscar un guru. Allà, ell o ella ha de fer «guruseva», que vol dir servei. El guru decideix si la persona és elegible per prendre samnyasa observant la sisya (la persona que vol convertir-se en sādhu o samnyasin). Si la persona és elegible, es fa «guru upadesa» (que vol dir ensenyaments). Només llavors, la persona es transforma en samnyasin o sādhu. Hi ha diferents tipus de samnyasins a l'Índia que segueixen diferents sampradya. Però, tots els sādhus tenen un objectiu comú: aconseguir mokṣa (मोक्ष) (alliberament individual).

## Aplecs festius
Kumbhamela, un aplec massiu de sādhus de totes les parts de l'Índia, té lloc cada tres anys en un dels quatre punts al llarg dels rius sagrats de l'Índia, inclòs el riu sagrat Ganges. El 2007 es va celebrar a Nasik, Maharashtra. Peter Owen-Jones va filmar allà un episodi d'Extreme Pilgri durant aquest esdeveniment. Va tornar a tenir lloc a Hardwar el 2010.

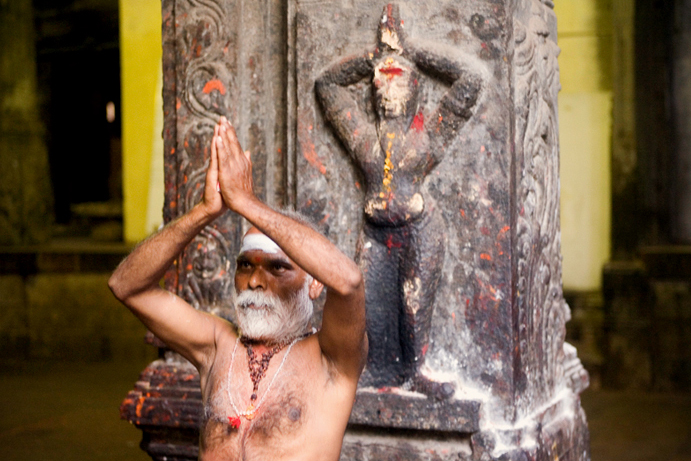
Sādhu a Madurai, Índia
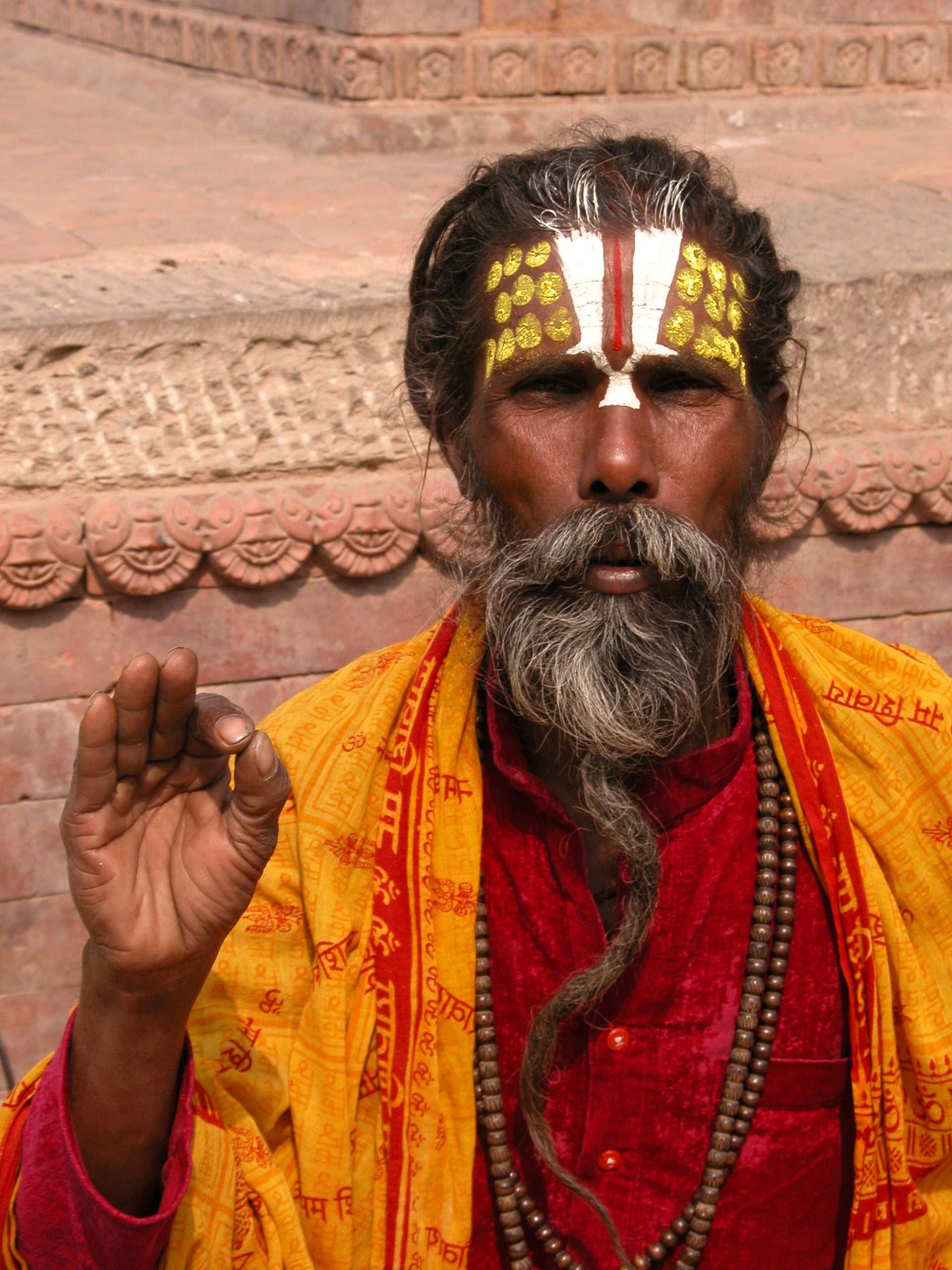
Sādhu a Katmandú, Nepal
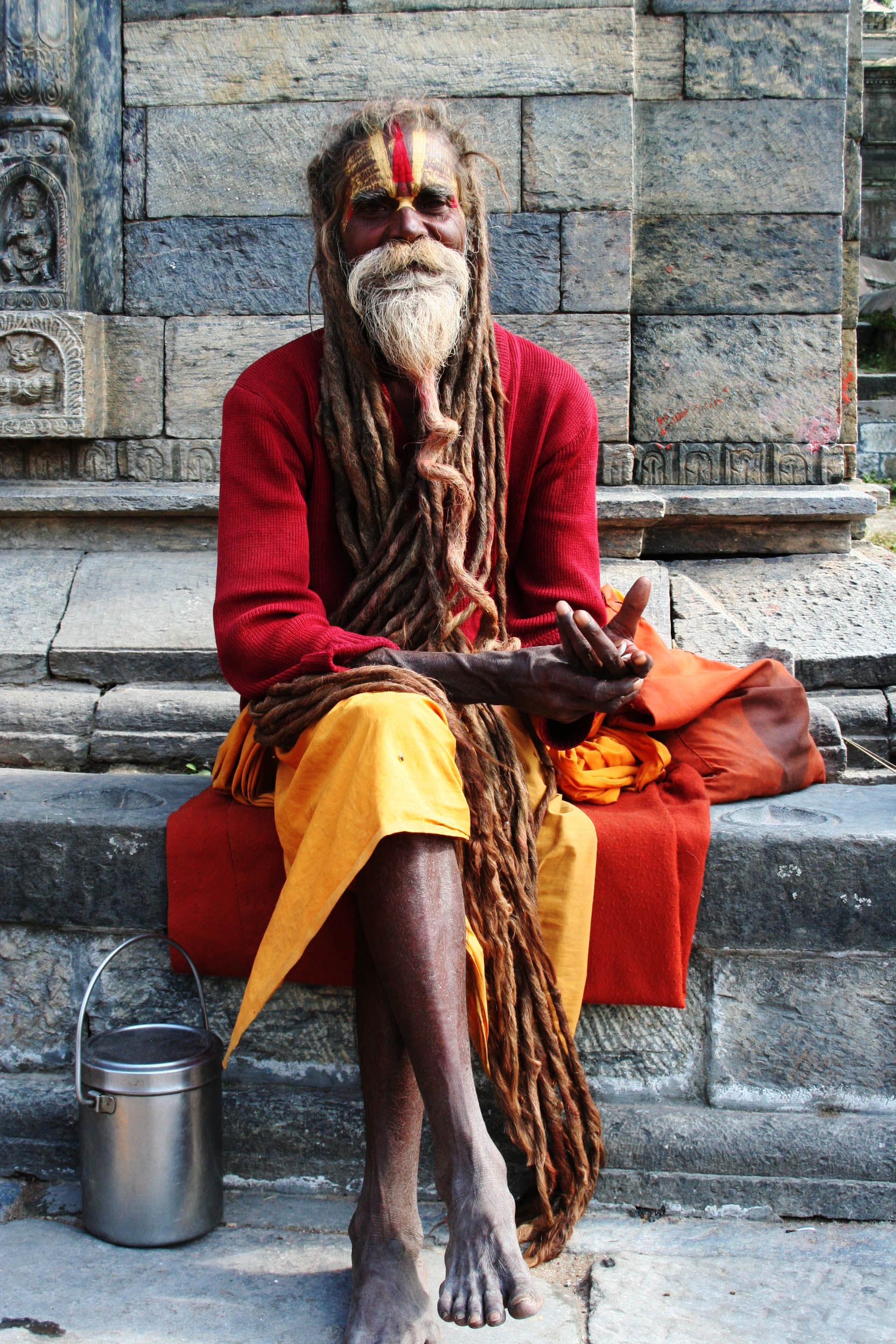
Sādhu vaixnave a Katmandú, amb una marca Urdhva Pundra al front

Sādhus de totes les sectes s'uneixen en aquest aplec. Milions de pelegrins no sādhu també assisteixen als aplecs, i el Kumbhamela és l'aplec d'éssers humans més gran del planeta amb un únic propòsit religiós. El Kumbhamela de 2013 va començar el 14 de gener d'aquell any a Allahabad.

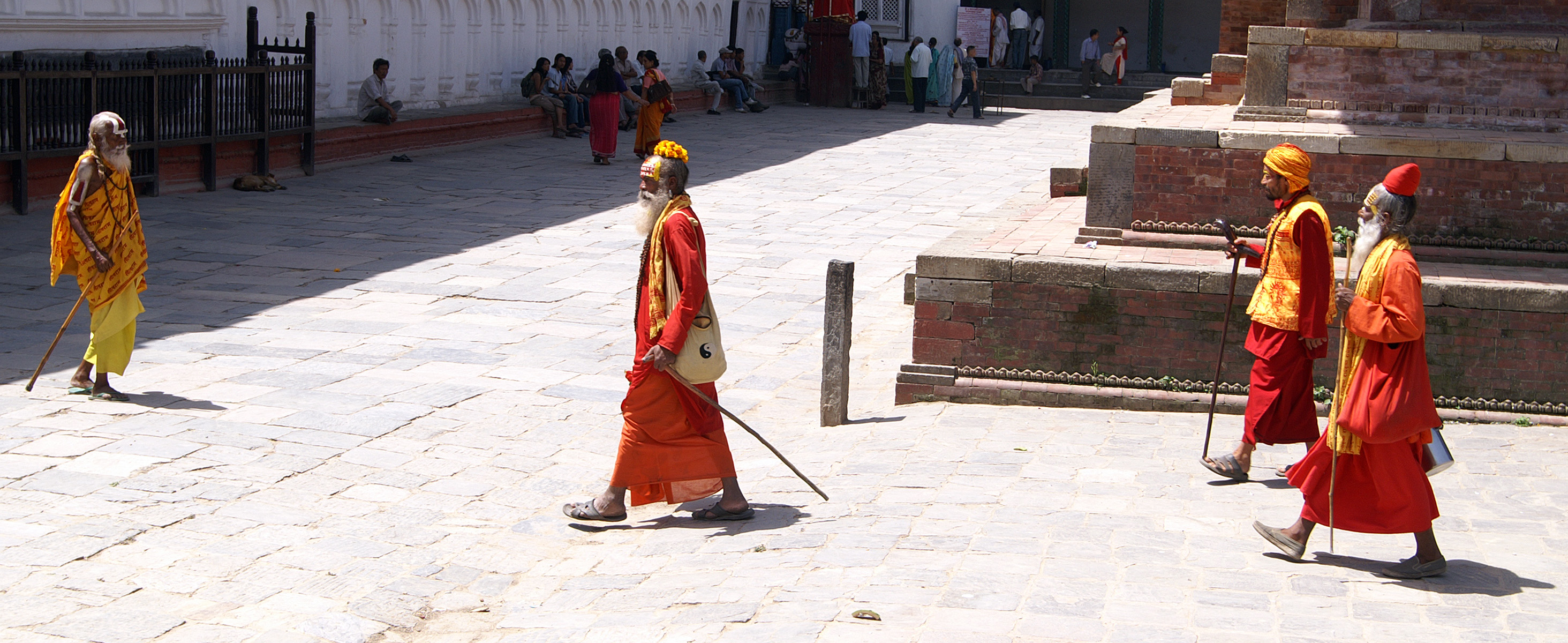
Sādhus caminant per la plaça Durbar, Katmandú

A l'aplec, els sādhus apareixen en gran nombre, inclosos els «completament nus amb els cossos embrutats de cendra, [que] corren cap a les aigües fredes per capbussar-se a l'alba».